# Glycaspis dreptodria
Glycaspis dreptodria är en insektsart som beskrevs av Moore 1970. Glycaspis dreptodria ingår i släktet Glycaspis och familjen rundbladloppor. Inga underarter finns listade i Catalogue of Life.